# オロス (カンクリ部)
オロス（モンゴル語: Oros、1258年 - 1313年）は、モンゴル帝国に仕えたカンクリ人将軍の一人。『元史』などの漢文史料では斡羅思（wòluósī）と記される。

## 概要
オロスの曾祖父はカシバヤウト（哈失伯要,QašBayaγut？）という名前で、モンゴル帝国の最初期に帰附し、チンギス・カンの末子トゥルイの正室ソルコクタニ・ベキのアクタチ（宮牧官）を務めた人物であった。祖父のカイドゥはソルコクタニとトゥルイの長男モンケの南宋親征に従軍して陣没し、父のメンリ・テムルはモンケの弟クビライに使えてビチクチとなるなど、オロスの一族は代々トゥルイ王家に仕えてきた家系であった。
オロスは父同様、至元19年（1282年）にビチクチとなり、その2年後には監察御史となった。その後雲南王府に仕えるようになったが、これは同時期に雲南行省平章政事とされたエセン・ブカ同様に、チンキム一派排除のための左遷であったと考えられている。至元26年（1289年）には新設された八番羅甸宣慰司の長官に抜擢され、現地の反乱分子平定に功績を挙げた。2年後にはガインドゥ（建都）などの地を平定し、更にその翌年には八番順元等処宣慰使・都元帥に昇進した。
その後も羅羅思宣慰使を歴任しながら雲南地方に留まっていたが、大徳11年（1307年）にクルク・カーン（武宗カイシャン）が即位すると中央に召還され、資善大夫・中書左丞に抜擢された。オロスには展々資産邸宅の下賜を受けるよう打診があったが常に固辞し、再び四川行省平章政事として四川に赴任した。至大2年（1309年）には再び中央に召還されたものの、病気のため既に起き上がることができず、皇慶2年（1313年）に56歳にして亡くなった。
オロスの死後は息子のボロト・ブカ（博羅普化）、孫のチャガン・ブカらが地位を継承していった。また、もう一人の息子チントンは紅巾の乱討伐に尽力し、最期には大都の陥落とともに討ち死にしたことで史に名を残している。

## 家系
- カシ（Qaš ＞哈失/hāshī）
  - カイドゥ（Qaidu ＞海都/hǎidōu）
    - メリク・テムル（Melig temür ＞明里帖木児/mínglǐ tièmùér）
      - オロス（Oros ＞斡羅思/wòluósī）
        - ボロト・ブカ（Bolot Buqa ＞博羅普化/bóluó pǔhuà）
          - チャガン・ブカ（Čaγan buqa ＞察罕不花/cháhǎn bùhuā）

        - チントン（Čingtong ＞慶童/qìngtóng）